# من امشب عزیز تو ام
 «من امشب عزیز توام» (به انگلیسی: I'm Your Baby Tonight)، آلبومی از هنرمند اهل ایالات متحده آمریکا، ویتنی هیوستون است که در سال ۱۹۹۰ میلادی منتشر شد.
این آلبوم در چارت‌های ایتالیا، فنلاند، سوئد، اتریش، آلمان، اسپانیا، بریتانیا، سوئیس، نروژ، جزو ده آلبوم اول قرار گرفت.